# Васильев, Григорий Николаевич
Григорий Николаевич Васильев (1868 — 1932) — русский и советский архитектор, городской архитектор Ростова-на-Дону (1901—1917).

## Биография
Васильев Григорий Николаевич родился 21 января 1868 года в Москве  и был самым младшим ребенком в семье. Крестили его в Московской Воскресенской церкви в Пленницах. Сейчас это Храм Воскресения Христова на Воробьевых горах в Москве, расположенный на территории бывшего монастыря. 
Отец Григория — Николай Григорьевич Васильев — в 40 лет стал московским купцом 2-й гильдии, был потомственным почетным гражданином Москвы. Мать Мария Федоровна Васильева была на семь лет моложе супруга, занималась воспитанием троих детей, младший из которых был Григорий. Оба они были православными.
Восприемник ( крестный) Григория Васильева - Сергей Дмитриевич Ширяев. Купец 1-й гильдии, потомственный почетный гражданин, коммерции советник, кавалер, С 1859 по 61 год  он был московским городским головой от мещан . Жил Сергей Дмитриевич в собственном доме на новой Басманной улице, в приходе церкви Петра и Павла . Торговал Ширяев в Китай-городе мануфактурным и бумажным товаром. На средства Ширяева освящен был придел Владимирской богоматери в церкви Петра и Павла, где он был в то время церковным старостой.
В 14 лет, Григорий Васильев, будучи сыном потомственного гражданина, подает прошение- "желая поступить в училище Живописи, ваяния и зодчества, прошу покорнейше Совет, подвергнуть меня установленному испытанию, приняв в число учеников училища"
Сергей Дмитриевич Ширяев, восприемник Васильева, был также членом Московского художественного общества. Основной целью этого общества было помогать молодежи получить художественное образование. 
От себя Ширяев прикладывает прошение с просьбой записать на его имя Ученика Живописи, Григория Васильева, обязуясь тем самым обеспечивать крестника.
Прошение Васильева отмечается синей печатью "ПРОХОДИТ" и он начинает учебу в Училище. Все это время он проживает "на квартире" по адресу Новая Басманная,д.10 у своего восприемника -Сергея Дмитриевича Ширяева.
С 1895 учился в Высшем художественном училище при Императорской Академии художеств, окончил курс в 1897 году с большой серебряной медалью от Московского художественного общества, получив звание художника-архитектора за проект оперного театра. Награждён большой серебряной медалью Московского художественного общества.
В 1901 году он был назначен на должность городского архитектора Ростова-на-Дону. До вступления в должность в течение всего трех лет частной практики он уже успел спроектировать и построить несколько богатых купеческих домов в городе. Одним из них стал дом П. К. Массолитиной на Большой Садовой улице, бывшей тогда уже торговым центром Ростова.
Его первыми постройками в городе стали: Школа домоводства и кулинарии в Думском проезде и корпус Средне-технического училища на Скобелевской улице (ныне ул. Красноармейская). Облик этих строений отличает разнообразие форм и оригинальность приемов. При проектировании фасадов своих зданий Васильев применяет элементы многих исторических стилей (классицизм, барокко, ренессанс, русское зодчество и др.).
Помимо проектирования городских зданий Ростова, архитектор принимает активное участие в строительстве ряда православных храмов на Нижнем Дону и Кубани.
В «Донских епархиальных ведомостях» весной 1904 г. появляются объявления «Архитектор Г. Н. Васильев специально принимает на себя составление проектов и смет на постройку церквей, школ, часовен и домов причта»
Сохранившиеся данные архивов свидетельствуют, что Васильев является автором построенной в 1912-13 гг. четырехъярусной колокольни Преображенской церкви в хуторе Обуховском и в 1913 г. — церкви Успения в хуторе Недвиговском.
В тот же период в станице Шкуринской по проекту Васильева был построен пятиглавый храм, ныне сохранившийся только на фотографиях.
В 1913 году в Ростове по проекту главного архитектора возведен храм во имя Вознесения Господня на Братском кладбище. Эта небольшая кирпичная пятиглавая церковь с шатровой колокольней была построена взамен деревянной.
Одновременно Васильев продолжает свою работу по проектированию и возведению городских построек. В 1912 году был достроен второй корпус среднетехнического училища на Скобелевской улице. Накануне Первой мировой войны зодчий осуществляет надзор за возведением двух зданий на Большой Садовой улице — доходного дома лесопромышленника Г. Я. Кистова.
В этот же период им было выстроено и небольшое двухэтажное здание городского училища на Пушкинской улице. Это здание было возведено по духовному завещанию и на средства ростовского хлебопромышленника Е. Т. Парамонова и его наследников.
Накануне революции Григорием Николаевичем участвовал в разработке проектов нескольких храмов. Так, по его проектам в 1911 году построена Сретенская церковь в станице Александровской (у восточной окраины соседней Нахичевани); в 1915 году завершено строительство каменного храма Иоанна Предтечи в Ростове, взамен сгоревшего деревянного; в том же году — кирпичного пятиглавого храма во имя Святой Троицы в Верхнее-Гниловской станице, вблизи с которым и тоже по его проекту возводится здание городского училища.
Однако Григорий Николаевич принимал участие в сооружении не только православных храмов. В 1909 г. в центре Ростова на средства ростовской греческой колонии была отстроена Благовещенская церковь. Надзор за её строительством, вместе с её автором архитектором И. П. Злобиным, также осуществлял городской архитектор Г. Н. Васильев. Васильев курировал строительство и Мусульманской мечети, которую начали возводить в 1915 г. на Скобелевской улице.
Обязанности главного архитектора Ростова Васильев исполнял вплоть до октября 1917 года. С апреля 1924 г. он является сотрудником Управления Донского окружного инженера.
В годы советской власти стала известной лишь одна его постройка. В 1926 году по его проекту и при его участии на Большой Садовой улице был возведён пятиэтажный жилой дом.
В 1925 году Г. Н. Васильев принимает участие в составлении эскизного проекта Дворца Труда на основе выбранного проекта по конкурсу, проводимому Московским архитектурным обществом. Он с энтузиазмом взялся за это задание.
Предложенный архитектором эскизный проект на заседании Комиссии по сооружению Дворца Труда в марте 1926 г. признается удовлетворительным. Однако, спустя месяц несколько члены Комиссии выдвигают против него обвинения «… что архитектор Васильев по специальности церковник — строил по преимуществу церкви, и потому Дворец Труда по его проекту будет похож на церковь…». И хотя потом выясняется, что «архитектору Васильеву принадлежат ряд построек общественного характера», его уже в мае, находя другие поводы, отстраняют от разработки проекта. По проектам Васильева в городе было построено несколько зданий и церквей.
С апреля 1924 работал сотрудником Управления Донского окружного инженера. В советские годы известна лишь одна его постройка — в 1926 году по его проекту и при его участии построен пятиэтажный жилой дом в стиле конструктивизма с магазинами в первом этаже (на Большой Садовой улице, рядом с Госбанком). Он также участвовал в составлении эскизного проекта Дворца Труда в Ростове-на-Дону.
В 1930 году несколько из построенных по его проектам церквей были снесены. Васильев глубоко переживал гибель созданных им храмов.
Умер в 1932 году, похоронен в Ростове-на-Дону. Сохранившиеся постройки Васильева имеют статус объектов культурного наследия.

## Постройки
- Дом Масалитиной (1890)

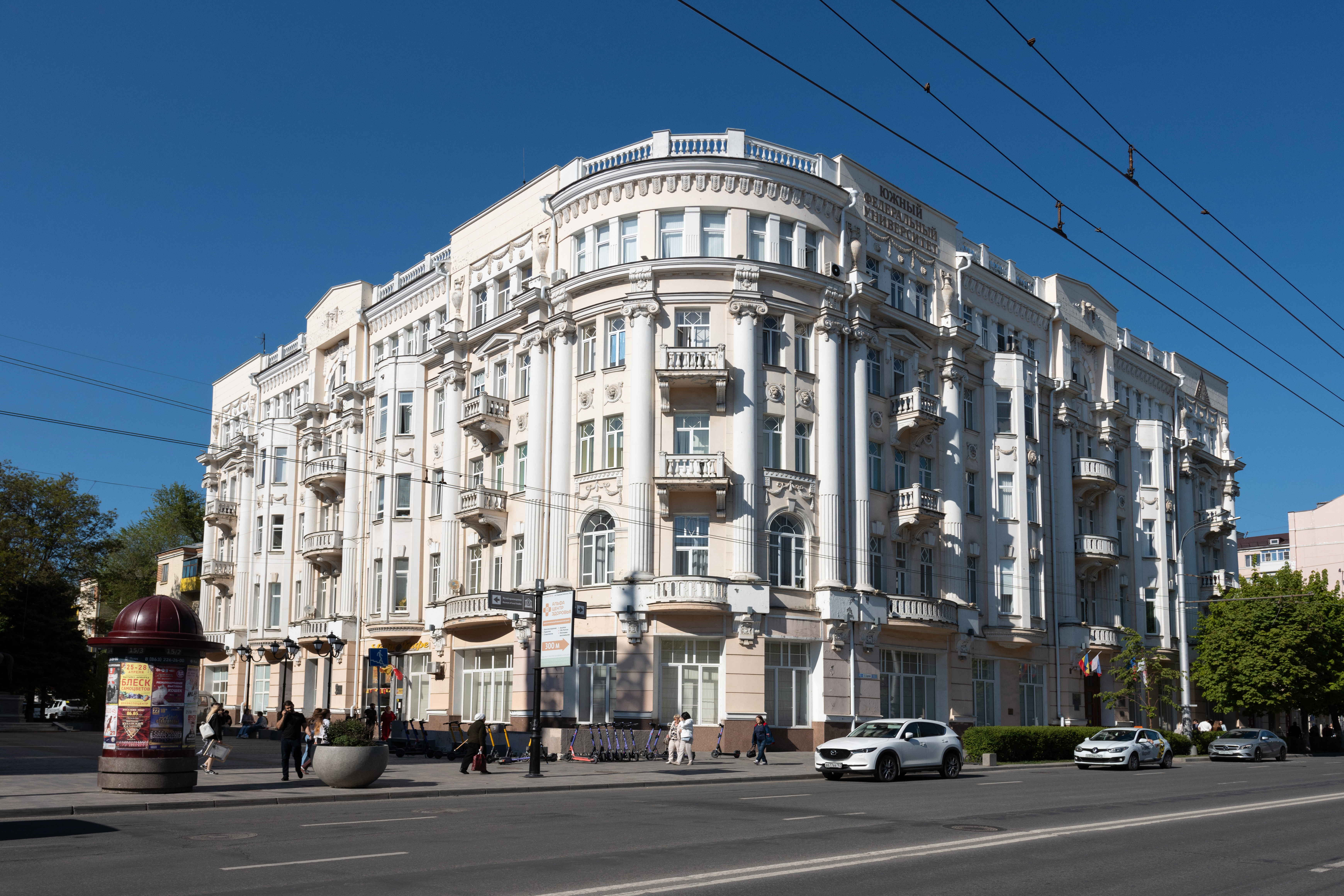
Дом купца Кистова (ныне главный корпус Южного федерального университета)

- Здание школы домоводства и кулинарии (1901)
- Храм Вознесения Господня (1913)
- Дом купца Кистова (1914)

и ещё ряд храмов в Ростове и окрестностях.